# 아쿠아시스
아쿠아시스(Aquasis)는 대한민국 울산광역시 남구 옥동에 위치한 수영장 겸 워터파크이다. 울산대공원 안에 수영장 시설로 입지하고 있다.

## 놀이 시설
보통 이곳은 수영장으로 구성되어 있어서 워터파크와 관련된 시설은 많이 없다. 그러나 몇 가지는 갖추고 있으며, 갖추고 있는 시설은 다음과 같다.

### 실내
- 파도풀
- 마사지풀
- 정규풀
- 어린이풀

### 실외
- 야외 유수풀
- 튜브 슬라이드